# За прошлу љубав
„За прошлу љубав” је седми албум Нина Решића, издат 1997. године.

## Списак песама
1. За прошлу љубав
2. Имала па немала
3. Ајде мори
4. Оде од мене полако
5. Дах живота
6. Као ветар лак
7. Све си ми забранила
8. Да си птица
9. Проклета кафана
10. Свуда без тебе
11. Ех да имам неку моћ
12. Жељо моја
13. Све до зоре
14. Никад живот да научим